# Густав Лудвиг Херц
Вижте пояснителната страница за други личности с името Херц.
Густав Лудвиг Херц (на немски: Gustav Ludwig Hertz) е германски физик, носител на Нобелова награда за физика през 1925 г. заедно с Джеймс Франк. Племенник е на Хайнрих Рудолф Херц.

## Биография
Роден е на 22 юли 1887 г. в Хамбург, Германия. След като учи в Гьотинген, Мюнхен и Берлин, Херц става главен асистент в Берлинския университет. В периода 1912 – 1913 г. заедно с доцента по това време Джеймс Франк разработва експеримент (днес известен като експеримент на Франк – Херц), който се оказва съществен при потвърждаване теорията на Нилс Бор за дискретните енергетични нива на електроните в атома. За тези си разработки и двамата получават Нобелова награда през 1925 година. През 1928 г. става професор в Техническия университет в Берлин. Тъй като е от еврейски произход, с взимането на властта от нацистите Густав Херц е уволнен през 1935 г. От 1935 до 1945 г. работи за компанията „Сименс“.
Специалните части на Червената армия през април 1945 г. го отвеждат в град Сухуми, където се занимава с леки изотопи. Те стават основна технология по-късно при обогатяването на урана и атомната бомба. През 1954 г. се завръща в Лайпциг (тогава ГДР) и става директор на Института по физика.
Умира на 30 октомври 1975 г. в Берлин на 88-годишна възраст.

## Публикации
- J. Franck and G. Hertz. Über Zusammenstöße zwischen Elektronen und Molekülen des Quecksilberdampfes und die Ionisierungsspannung desselben, Verh. Dtsch. Phys. Ges. 16 457–467 (1914)
- Gustav Hertz Über das ultrarote Adsorptionsspektrum der Kohlensäure in seiner Abhängigkeit von Druck und Partialdruck. (дисертация). (Vieweg Braunschweig, 1911)
- Gustav Hertz (редактор) Lehrbuch der Kernphysik I-III (Teubner, 1961–1966)
- Gustav Hertz (редактор) Grundlagen und Arbeitsmethoden der Kernphysik (Akademie Verlag, 1957)
- Gustav Hertz Gustav Hertz in der Entwicklung der modernen Physik (Akademie Verlag, 1967)